# Krakowskie Towarzystwo Fotograficzne
Krakowskie Towarzystwo Fotograficzne – stowarzyszenie powstałe w Krakowie, utworzone na bazie istniejącego w latach 1902–1914 Towarzystwa Fotografów Amatorów w Krakowie. 

## Historia
Od roku 1927 działało jako Fotoklub YMCA, a po II wojnie światowej jako wojewódzki oddział Polskiego Towarzystwa Fotograficznego. Usamodzielniło się w 1960 roku. Przez wiele lat siedzibą stowarzyszenia był Pałac Pugetów przy ulicy Starowiślnej 13. Kolejną siedzibą była Kamienica Hetmańska przy Rynku Głównym. Od 1993 roku siedzibą stowarzyszenia jest Galeria „Nafta” w gmachu Poszukiwań Nafty i Gazu Kraków (Instytut Górnictwa Naftowego i Gazownictwa) przy ulicy Lubicz 25.
31 grudnia 1986 w oparciu o część zbiorów Towarzystwa utworzono Muzeum Historii Fotografii, wcześniej Muzeum Fotografii im. Władysława Bogackiego.
Towarzystwo zrzesza fotografików-amatorów, organizuje wystawy, konkursy, szkolenia, prowadzi też działalność wydawniczą.